# Vườn quốc gia Cape Hillsborough

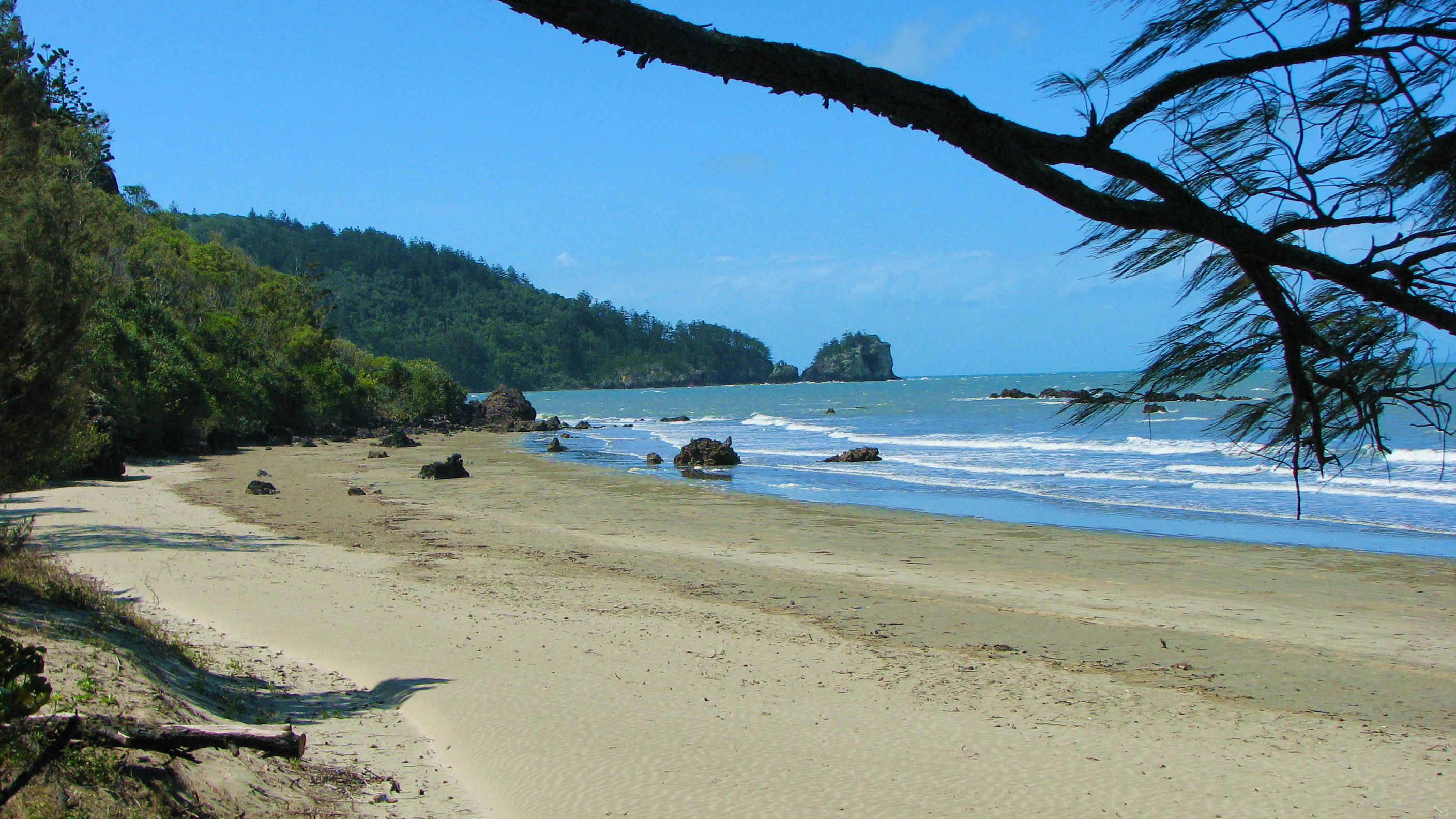
Công viên quốc gia Cape Hillsborough

Vườn quốc gia Cape Hillsborough là một vườn quốc gia ở bang Queensland, (Úc), cách thành phố Brisbane 837 km về phía tây bắc.
Vườn quốc gia này có diện tích 8,18 km², nằm trên một bán đảo có nguồn gốc núi lửa, ở mức cao nhất là 267 m trên mực nước biển. Phần lớn diện tích vườn có rừng ưa mưa bao phủ.
Thành phố gần nhất là Mackay, khoảng 40 km về phía đông nam.

#### Dữ kiện
- Diện tích: 8,18 km²
- Tọa độ địa lý: 20°53′56″N 148°59′37″Đ / 20,89889°N 148,99361°Đ
- Ngày thành lập: 1985
- Cơ quan quản lý: Queensland Parks and Wildlife Service
- Loại IUCN: II